# Адам Саксонський
Адам Саксонський, або Адам Локкумський (Adam de Saxe, Adam de Loccum; ? — 1210) — середньовічний німецький блаженний, святий, монах бенедиктинець-цистерніанець, священник. Був послушником та доглядачем церкви в Локкумському монастирі. Відзначався високим шануванням Богородиці, повідомляється, що він мав видіння Богоматері і був чудотворцем. Помер в монастирі з природних причин у 1210 році. Католицька церква вшановує його пам'ять — 22 грудня.